# Jurij Siomin
Jurij Pawłowicz Siomin, ros. Юрий Павлович Сёмин (ur. 11 maja 1947 w Orenburgu) – rosyjski piłkarz występujący na pozycji napastnika oraz trener piłkarski.

## Kariera piłkarska
W wieku 16 lat rozpoczął piłkarską edukację w Spartaku Orzeł, klubie z drugiej ligi radzieckiej. Rok później przeszedł do Spartaka Moskwa, dla którego – nie mając jeszcze dwudziestu lat – strzelił pierwszego gola w europejskich pucharach, w 1966 w meczu przeciw OFK Beograd.
Później grał w Dynamie Moskwa, z którym zdobył jedyne w swojej piłkarskiej kolekcji trofeum (Puchar ZSRR w 1970), oraz – z mniejszymi sukcesami – w Kajracie Ałma-Ata, Czkałowcu Nowosybirsk, Lokomotiwie Moskwa i Kubaniu Krasnodar. Piłkarska karierę zakończył w 1980, w wieku 33 lat.

## Kariera szkoleniowa
Po zakończeniu kariery piłkarskiej rozpoczął pracę szkoleniową. Najpierw trenował miejscowy Kubań Krasnodar, a w 1983 stał na czele w zagrożonym spadkiem do drugiej ligi Pamirze Duszanbe. Udało mu się uratować zespół przed relegacją i niedługo potem otrzymał ofertę z Lokomotiwu Moskwa.
W Lokomotiwie spędził prawie dwadzieścia lat (od 1986 do 2005 z przerwą), co jest rekordem w historii ligi rosyjskiej. W ciągu tego okresu przekształcił klub z ligowego średniaka w jednego z potentatów rozgrywek. W 2002 zdobył pierwsze w historii mistrzostwo kraju, wynik ten powtórzył dwa lata później. Ponadto Lokomotiw za jego kadencji czterokrotnie zwyciężał w Pucharze Rosji (1996, 1997, 2000 i 2001), dwa razy osiągał półfinał Pucharu Zdobywców Pucharów (1998 i 1999) oraz – w sezonie 2001–2002 – zadebiutował w Lidze Mistrzów. Wielu podopiecznych Siomina – m.in. bramkarz Rusłan Nigmatullin, pomocnicy Dmitrij Siennikow, Marat Izmajłow, czy napastnicy Rusłan Pimienow i Maksim Buznikin – przez wiele lat grało w reprezentacji Rosji.
Równocześnie w tym czasie był asystentem trzech selekcjonerów drużyny narodowej – Pawła Sadyrina (1992-1994), któremu pomagał także w czasie Mundialu 1994, Borisa Ignatjewa (1996-1998) i Anatolija Byszowca (1998).
W marcu 2005 reprezentacja Rosji zremisowała w meczu eliminacji do Mundialu 2006 z Estonią i władze związku postanowiły zwolnić trenera Gieorgija Jarcewa. Nowym selekcjonerem został Siomin, który po dziewiętnastu latach pracy opuścił Lokomotiw. Prowadził drużynę w siedmiu meczach; w kwalifikacjach do mistrzostw świata wygrał trzy spotkania (z Łotwą, Liechtensteinem i Luksemburgiem) i trzy zremisował (rewanż z Łotwą oraz z Portugalią i Słowacją), ponadto zaliczył 2:2 w meczu towarzyskim z Niemcami. Słabe wyniki drużyny z 2004 sprawiły, że Rosjanie zajęli w swej grupie dopiero trzecie miejsce za Portugalią i Słowacją. Siomin, choć ani dziennikarze, ani przełożeni nie wywierali na niego presji, w październiku 2005 podał się do dymisji. Stwierdził, że woli pracować w klubie niż w reprezentacji. Jest jedynym selekcjonerem, za którego kadencji rosyjska kadra nie przegrała ani jednego meczu.
Później prowadził Dinamo Moskwa, ale po słabych wynikach w lidze w październiku 2006 został zwolniony, kiedy klub zajmował przedostatnie miejsce w lidze pod koniec sezonu.
Pod koniec 2006 objął funkcję prezesa Lokomotiwu Moskwa. Rok później, z powodu niezadowalającego sezonu, otrzymał wymówienie. Wkrótce potem otrzymał propozycję pracy – w charakterze szkoleniowca – w Dynamie Kijów. Z klubem ze stolicy Ukrainy dwukrotnie zdobył wicemistrzostwo kraju oraz dotarł do półfinału Pucharu UEFA, w którym Dynamo uległo w dwumeczu innemu ukraińskiemu klubowi Szachtarowi Donieck. Po zakończeniu sezonu 2008–2009 po raz trzeci powrócił do pracy szkoleniowej w Lokomotiwie Moskwa.
23 grudnia 2010 ponownie objął stanowisko głównego trenera Dynama Kijów. Po dwóch wysokich porażkach 1:4 z PSG oraz Szachtarem Donieck w ciągu jednego tygodnia 24 września 2012 został zwolniony z klubu.
W 2013 stał na czele azerskiego FK Qəbələ. Po zakończeniu sezonu 2013/14 opuścił Azerbejdżan, w wkrótce 27 maja 2014 podpisał kontrakt z Mordowiją Sarańsk.

## Sukcesy szkoleniowe

### Lokomotiw Moskwa
- mistrzostwo Rosji: 2002, 2004, 2018

- wicemistrzostwo Rosji: 1995, 1999, 2000, 2001, 2019
- Puchar Rosji: 1996, 1997, 2000, 2001
- Puchar ZSRR: 1990
- półfinał Pucharu Zdobywców Pucharów: 1998, 1999

### Dynamo Kijów
- wicemistrzostwo Ukrainy: 2008, 2009
- finał Pucharu Ukrainy: 2008
- półfinał Pucharu UEFA: 2008/2009